# عدد اول بعل فغور
عدد اول بعل فعور (به انگلیسی Belphegor) عدد اول پالیندرومیک ۱۰۰۰۰۰۰۰۰۰۰۰۰۰۶۶۶۰۰۰۰۰۰۰۰۰۰۰۰۰۱ (10 30 + 666 × 10 14 + 1) است، عددی که از هر دو طرف (از اول به آخر و از آخر به اول) به یک شکل خوانده می‌شود و تنها به خودش و یک بخش‌پذیر است. نام بعل فعور به یکی از هفت شاهزادهٔ جهنم، که متهم به کمک به مردم در انجام اکتشافات و اختراخت هوشمندانه است، اشاره دارد. 
«عدد اول بعل فعور» توسط نویسنده‌ای با نام کلیفورد آ. پیک‌اور (به انگلیسی Clifford A. Pickover) ابداع شده است.  در درون این عدد، عناصر خرافی است که باعث این نام برای این عدد شده است: عدد ۶۶۶ در وسط عدد بعل فعور به شکل گسترده‌ای به‌عنوان «عدد وحش» شناخته می‌شود که در نمادشناسی نشان‌دهندهٔ موجودات آخرالزمانی به شکل رایج‌تر به شیطان است. عدد از هر دو طرف با ۳۱ صفر احاطه شده است (برعکس عدد ۱۳)، که خود ۱۳ در فرهنگ غربی در یک خرافهٔ عدد بدشانس است. 
در مقایس کوچک، این عدد «یک نلیون ، شصت و شش کوادریلیون ، ششصد تریلیون یک» نام‌گذاری می‌شود. در مقایس بزرگ ، نام این عدد «یک کوینتیلیون ، شصت و شش بیلیارد ، ششصد میلیارد یک» خواهد بود. 